# 정석모
정석모(鄭石謨, 1929년 3월 3일~2009년 6월 8일)는 대한민국의 정치인이다. 정진석은 그의 차남이다.

## 생애
1929년 충청남도 공주시(公州市) 출생으로, 본관은 동래(東萊), 호는 남당(南棠)이다. 공주고등학교를 졸업한 후 서울대학교 법과대학에 입학해 1957년 졸업했다. 서울대학교 국방대학원을 수료하고 서울대학교 행정대학원 행정학 석사를 졸업했다.
1951년 9월 경찰전문학교 6기생으로 경찰이 된 후 1960년 6월 총경이 되었고, 1961년 내무부 치안국 경비과장, 1963년 경무과장이 되었다. 이후 경무관으로 승진해 전라남도 도경국장, 치안국 정보과장, 경상남도 도경국장, 부산시경 제1부국장으로 근무했다. 1971년 6월 치안감 승진과 함께 치안국 공안담당관을 거쳐 6개월 만인 1971년 12월 치안총감으로 승진해 40대의 나이에 경찰전문학교 출신으로는 최초로 제28대 내무부 치안국장(현 경찰청장)이 되었다.
내무부 치안국장(현 경찰청장)을 끝으로 경찰공무원에서 퇴직한 후 1973년 1월 최종완 도지사의 후임으로 제18대 강원도지사로 임명되었고, 1973년 10월에는 민유동 도지사의 후임으로 제15대 충청남도지사로 자리를 옮겼다. 1973년 12월 정상천 차관의 후임으로 제30대 내무부 차관으로 발령받아 치안국 직제개정 및 통폐합 작업을 추진했다. 1976년 1월에는 서정화 도지사의 후임으로 제18대 충청남도지사로 다시 발령받았다.
충청남도지사를 마지막으로 정계에 입문해 제10대 국회의원 선거에 민주공화당 후보로 출마해 논산·공주 선거구에서 당선되었다. 공화당 사무차장을 역임했으며, 1980년 국가보위 입법회의 의원으로 지명되었다.
민주정의당 창당발기인으로 참여했으며, 1981년 제11대 국회의원 선거에 민주정의당 후보로 출마해 논산·공주 선거구에서 당선되었다. 제11대 국회의원으로 재임하며 민주정의당 충남지부위원장, 정책위원장, 아시아태평양 국회의원연맹 한국대표단장, 한국·도미니카의원친선협회장 등을 역임했다. 1985년 제12대 국회의원 선거에 민주정의당 후보로 출마해 논산·공주 선거구에서당선되었다. 1985년 2월 단행된 내각 개편에서 주영복 장관의 후임으로 제43대 내무부 장관으로 발탁되었으며 1986년 8월까지 재직했다.
1988년 제13대 국회에서는 민주정의당 전국구 의원이 되었으며, 민주정의당 중앙집행위원, 한·일의원연맹 부회장, 민주자유당 당무위원으로 활동했다. 1992년 제14대 국회에서는 민주자유당 전국구 의원이 되어 민주자유당 중앙위원회 의장으로 재직했다. 민주자유당 중앙위원회 의장 재직 중 김종필 민주자유당 대표위원이 탈당해 충청권을 기반으로 한 자유민주연합을 창당하자 비례대표 의원직을 버리고 자유민주연합에 합류했다. 이 후 자유민주연합 후보로 제15대 국회의원에 당선되며 6선 의원으로 자유민주연합 부총재를 지냈다. 15대 국회 국방위원회 위원, 국회 한국노르웨이친선협회장, 국회 통일외교통상위원회 위원으로 활동했다.
제10대부터 15대 국회까지 내리 6선 의원을 지내고 정계를 은퇴했으며, 건양대학교 이사장으로 활동하던 2009년 6월 8일 사망했다. 상훈으로는 화랑무공훈장, 황조근정훈장 등이 있으며, 2008년 건양대학교에서 명예 행정학 박사학위를 받았다.

## 주요 경력
- 자유민주연합 수석부총재
- 제 10, 11, 12, 13, 14, 15대 국회의원 (6선)
- 제43대 내무부 장관[3]
- 제15·18대 충청남도지사
- 제18대 강원도지사
- 제30대 내무부 차관[4]
- 내무부 치안국장 (現경찰청장)
- 민주정의당 사무총장
- 민주정의당 정책위원회 의장
- 한일의원연맹 간사장
- 민주자유당 당무위원

## 학력
- 1948년 공주고등학교 졸업
- 1951년 대한민국 경찰전문학교 6기
- 1957년 서울대학교 법과대학 법학과 학사
- 1958년 대한민국 국방대학교 행정학사 3기
- 1965년 대한민국 국방대학원 행정학 석사
- 1978년 서울대학교 행정대학원 행정학 석사

### 명예 박사 학위
- 2008년 건양대학교에서 명예 행정학 박사 학위

## 가족 관계
- 차남은 청와대 정무수석을 지낸, 제 16, 17, 18, 20, 21대 (5선) 국회의원 국민의힘 정진석이다.

## 상훈
- 화랑무공훈장
- 황조근정훈장

## 역대 선거 결과
|  | 46.70% |

|  | 45.67% |

|  | 50.79% |

|  | 34.0% |

|  | 38.5% |

|  | 49.94% |

## 소속 정당
| 소속 정당 | 소속 정당    | 소속 기간 | 비고           |
| --------- | ------------ | --------- | -------------- |
|           | 민주공화당   | 1978~1980 | 정계 입문      |
|           | 무소속       | 1980~1981 | 정당 해산      |
|           | 민주정의당   | 1981~1990 | 창당           |
|           | 민주자유당   | 1990~1995 | 합당           |
|           | 무소속       | 1995      | 탈당           |
|           | 자유민주연합 | 1995~2006 | 창당 정계 은퇴 |
|           | 한나라당     | 2006~2009 | 합당 사망      |

## 같이 보기
- 논산군·공주군
- 논산군의 국회의원
- 공주군의 국회의원
- 대한민국 제13대 국회의원 선거 민주정의당 후보 목록#전국구
- 대한민국 제14대 국회의원 선거 민주자유당 후보 목록#전국구
- 공주시 (1996년 선거구)
- 공주시의 국회의원
- 강원특별자치도지사
- 충청남도지사
- 대한민국의 행정안전부 차관
- 대한민국의 행정안전부 장관